# The Ultimate Fighter 16 Finale
The Ultimate Fighter 16 Finale（ジ・アルティメット・ファイター・シックスティーン・フィナーレ、別名The Ultimate Fighter: Team Carwin vs. Team Nelson Finale）は、アメリカ合衆国の総合格闘技団体「UFC」の大会の一つ。本大会はリアリティ番組「The Ultimate Fighter」シーズン16のフィナーレとして、2012年12月15日、ネバダ州ラスベガスのザ・ジョイントで開催された。

## 大会概要
本大会ではThe Ultimate Fighter 16ウェルター級トーナメント決勝が組まれ、コルトン・スミスが優勝を果たした。
キャリア7戦全勝のヴィンス・ピチェルがUFCデビュー。

## 試合結果

### アーリープレリム
第1試合 フライ級ワンマッチ 5分3R
○  ティム・エリオット vs.  ジャレッド・パパジアン ×
3R終了 判定3-0（30-25、30-25、30-26）
第2試合 ライト級ワンマッチ 5分3R
○  マイク・リオ vs.  ジョン・コファー ×
3R 4:11 腕ひしぎ十字固め
第3試合 バンタム級ワンマッチ 5分3R
○  ウゴ・ヴィアナ vs.  ルーベン・デュラン ×
1R 4:05 KO（右フック）

### プレリミナリーカード
第4試合 ウェルター級ワンマッチ 5分3R
○  TJ・ウォルドバーガー vs.  ニック・カトーネ ×
2R 1:04 TKO（三角絞め）
第5試合 ライト級ワンマッチ 5分3R
○  ルスタム・ハビロフ vs.  ヴィンス・ピチェル ×
1R 2:15 KO（スープレックス→パウンド）
第6試合 バンタム級ワンマッチ 5分3R
○  ジョニー・ベッドフォード vs.  マルコス・ヴィニシウス ×
2R 1:00 KO（右ストレート→パウンド）
第7試合 ウェルター級ワンマッチ 5分3R
○  マイク・パイル vs.  ジェームス・ヘッド ×
1R 1:55 TKO（膝蹴り→パウンド）

### メインカード
第8試合 フェザー級ワンマッチ 5分3R
○  ダスティン・ポイエー vs.  ジョナサン・ブルッキンズ ×
1R 4:15 ダースチョーク
第9試合 ヘビー級ワンマッチ 5分3R
○  パット・バリー vs.  シェイン・デル・ロザリオ ×
2R 0:26 KO（スタンドパンチ連打）
第10試合 TUF 16ウェルター級トーナメント 決勝 5分3R
○  コルトン・スミス vs.  マイク・リッチ ×
3R終了 判定3-0（30-27、30-27、30-26）
※スミスがトーナメント優勝。
第11試合 ヘビー級ワンマッチ 5分5R
○  ロイ・ネルソン vs.  マット・ミトリオン ×
1R 2:58 TKO（右フック→パウンド）

### 各賞
ファイト・オブ・ザ・ナイト： ティム・エリオット vs. ジャレッド・パパジアン
ノックアウト・オブ・ザ・ナイト： パット・バリー
サブミッション・オブ・ザ・ナイト： TJ・ウォルドバーガー
各選手にはボーナスとして40,000ドルが支給された。

### カード変更
負傷などによるカードの変更は以下の通り。
- シェイン・カーウィン → マット・ミトリオン（第11試合）

- メルヴィン・ギラード vs. ジェイミー・ヴァーナー → ヴァーナーの体調不良により中止